# Хромат диспрозия(III)
Хромат диспрозия(III) — неорганическое соединение, 
соль диспрозия и хромовой кислоты с формулой Dy2(CrO4)3,
жёлтые кристаллы,
растворяется в воде,
образует кристаллогидраты.

## Физические свойства
Хромат диспрозия(III) образует жёлтые кристаллы.
Слабо растворяется в воде.
Образует кристаллогидрат состава Dy2(CrO4)3•10H2O, который начинает разлагаться при 150°С.